# Caspar Pfaudler
Caspar Pfaudler (* 4. April 1861 in Oberkochen; † 6. Juni 1889 in Buffalo, New York) war ein deutscher Braumeister und Mitbegründer der Pfaudler Werke.
Caspar Pfaudler wurde als fünfzehntes von insgesamt sechzehn Kindern geboren. Seine Eltern Michael Pfaudler (Zimmermann und Ölmüller) und Barbara Pfaudler wanderten im Dezember 1864 mit den vier noch lebenden Kindern über Antwerpen in die Vereinigten Staaten aus. Die Familie landete am 1. März 1865 in New York City.
Einer Idee folgend, den Gärvorgang von Bier durch Vakuum zu beschleunigen, suchte Caspar Pfaudler nach einem Behälter, der im Gegensatz zu den damals üblichen Holzfässern in der Lage war, hohem Druck und Vakuum standzuhalten. Er fand in Stahltanks mit emaillierter Innenfläche die bahnbrechende Lösung für das Problem.
In Nordamerika fand Caspar Pfaudler mutige Gründungspartner mit entsprechendem Weitblick für seine Idee und gründete mit ihnen die Pfaudler-Vakuum-Fermentation Process Co., die später in „The Pfaudler Co.“ umbenannt wurde. Im Jahre 1884 begann diese Gesellschaft in Rochester im Bundesstaat New York ihre Pionierarbeit: den Bau der ersten glasemaillierten Stahltanks.
Die ursprüngliche Idee der Gärbeschleunigung durch Vakuum setzte sich später in der Praxis zwar nicht durch, aber der emaillierte Behälter bewies sehr bald seine haushohe Überlegenheit gegenüber den bis dahin üblichen Holzfässern. Die gläsernen Innenwände erforderten nur einen Bruchteil der Pflegearbeiten und boten darüber hinaus eine Garantie für gleichbleibende Qualität des Bieres.
Die Behälter waren damals als sogenannte Ringtanks konstruiert. Einzelne Ringe von etwa einem Meter Länge und mit einem Durchmesser von bis zu drei Metern wurden mit Bördelflanschen zu Behältern verschiedener Länge zusammengeschraubt. Nachdem auch in Europa der große Vorteil emaillierter Tanks immer bekannter wurde, gründete Pfaudler schließlich 1908 ein Werk in Schwetzingen, Deutschland.
Caspar Pfaudler starb sehr jung am 6. Juni 1889 in Buffalo in seiner Residence No. 852 Michiganstreet. Sein Name hat mit den Pfaudlerbehältern überlebt.